# Cabral (banda)
Cabral es un proyecto solista de heavy metal liderado por Carlos Cabral (n. Buenos Aires, 6 de octubre de 1958), ex cantante de las bandas de thrash metal   Apocalipsis y Tren Loco, y cuyos orígenes se remontan hacia el año 2008.

## Historia
Esta banda funcionaba en paralelo a Tren Loco, hasta el 15 de diciembre de 2021, cuando su vocalista decide a través de un comunicado en sus redes sociales su desvinculación de la misma después de treinta años. Anteriormente, este proyecto ya había publicado su primer trabajo de estudio, titulado Infierno interno, editado a través de Icarus Music en 2018. La banda editaría posteriormente en 2023 su segundo disco llamado Luchando por la libertad. La banda se ha presentado con éxito en varias ciudades de Argentina y países como Bolivia y Ecuador.  
La formación actual de Cabral está conformada por Carlos Cabral en voz, su hijo Maximiliano Cabral en guitarra, Freddy Maidana en bajo y «Pollo» Fuentes en batería, este último también exmiembro de Tren Loco en sus inicios.

## Discografía
- 2018: Infierno interno[5] (álbum)
- 2020: Luchando por la libertad (sencillo)
- 2023: Luchando por la libertad (álbum)